# Абайомі Овонікоко
Абайомі Овонікоко Шеун (англ. Abayomi Owonikoko Seun, нар. 13 вересня 1992, Лагос) — нігерійський футболіст, нападник. Має також грузинське громадянство..

## Клубна кар'єра
Народився Абайомі Овонікоко 13 вересня 1992 року в місті Лагос у Нігерії, але уже в 17 років, з 2009 року переїхав до Грузії та розпочав виступи у клубі |«Гагра», який представляє у чемпіонаті Грузії біженців з Абхазії. Молодий нігерієць не зразу зумів пробитися до основного складу команди. У першому сезоні Овонікоко провів лише 8 матчів за свій клуб, у яких форварду так і не вдалось відзначитись. Але поступово до Абайомі Овонікоко прийшли й перші здобутки. в кар'єрі. Особливо успішним для гравця та всієї команди був сезон 2010–2011 років, коли «Гагра», виступаючи лише у другому грузинському дивізіоні, під керівництвом українського тренера Анатолія Пісковця змогла виграти кубок Грузії. У цьому розіграші Абайомі Овонікоко зумів відзначитись 4 м'ячами у ворота суперників. Особливо помітним був внесок нігерійського грузина у півфіналі турніру, коли його дубль у першому матчі двобою із столичним клубом «ВІТ Джорджія» практично вивів «Гагру» у фінал турніру, де команда переграла кутаїське «Торпедо».
У сезоні 2011–2012 років Овонікоко грав на правах оренди вже за сильніший грузинський клуб — «Зестафоні», який і став у підсумку чемпіоном Грузії того сезону, хоча нігерійсько-грузинський нападник не мав великого внеску до успіху нового клубу, зігравши лише 7 матчів, та забивши 1 м'яч.
Розпочавши новий сезон у «Зестафоні», Овонікоко в останній день трансферного періоду на правах оренди перейшов до клубу української Прем'єр-ліги — луцької «Волині». Адаптація гравця у новій країні була успішною, і за час виступів в Україні Овонікоко забив також кілька важливих голів, але після закінчення терміну оренди футболіст покинув Луцьк та повернувся до складу «Гагри».
Після повернення до рідного клубу Овонікоко успішно увійшов до складу, та знову почав багато забивати за клуб, і вже через пів року разом із ще двома грузинськими футболістами Нукрі Ревішвілі та Іраклієм Майсурадзе отримав запрошення зіграти у складі столичного мальтійського клубу «Валетта». Хоча за мальтійський клуб нігерійський грузин зіграв лише кілька матчів, він із іншими грузинськими гравцями устиг стати як чемпіоном Мальти, так і володарем кубку країни.
Після закінчення терміну оренди Овонікоко покинув мальтійський клуб, і вже як вільний агент підписав контракт із клубом другого португальського дивізіону «Мірандела». За португальський клуб футболіст провів 20 матчів, у яких відзначитись забитими голами йому не вдалось. Після 2015 року Абайомі Овонікоко завершив виступи на футбольних полях.

## Титули та досягнення
- Чемпіон Грузії: (1):

«Зестафоні»: 2011-12
- Володар Кубка Грузії (1):

«Гагра»: 2010-11
- Чемпіон Мальти: (1):

«Валетта»: 2013-14
- Володар Кубка Мальти (1):

«Валетта»: 2013-14